# Johann Dominik Fiorillo

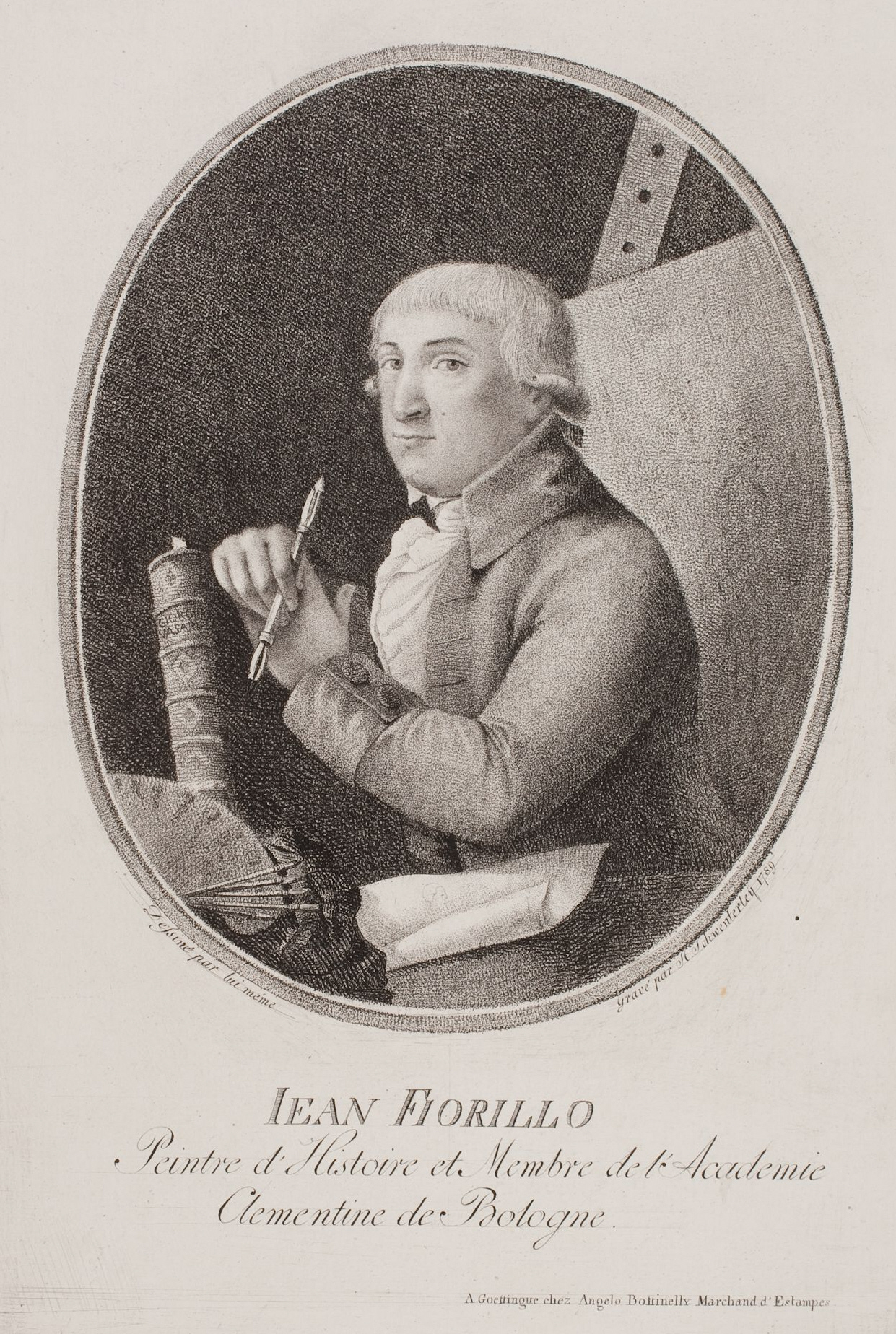
Johann Dominik Fiorillo: Punktierstich von 1789 nach einem Selbstporträt

Johann Dominik Fiorillo (auch: Jean, Giovanni Domenico, Dominique, Dominico, Johann Dominicus; * 13. Oktober 1748 in Hamburg; † 10. September 1821 in Göttingen) war ein deutscher Maler und Kunsthistoriker italienischer Abstammung und gilt als Begründer der Kunstgeschichte als Hochschulfach in Deutschland.

## Leben und Wirken
Johann Dominik Fiorillo wurde als Sohn einer neapolitanischen Künstlerfamilie während eines Gastspiels seines Vaters in Hamburg geboren.
Seinen ersten Unterricht erhielt Johann Dominik seit 1759 an der Mahleracademie des Markgrafen Friedrich von Bayreuth in Bayreuth. 1761 setzte er mit 13 Jahren sein Studium in Rom bei Pompeo Batoni und Giuiseppe Bottani fort. Ab 1765 wechselte Fiorillo an die Accademie Clementina in Bologna zu Vittorio Bigari. 1769 wurde er zum Mitglied der Clementinischen Akademie von Bologna ernannt und kehrte in demselben Jahr nach Deutschland zurück, wo er sich als Historienmaler am Braunschweiger Herzogshof aufhielt und eine Familie gründete. 1780 verwickelte sich Fiorillo in „fragwürdige Lotteriegeschäfte“, die zu einer Zuchthausstrafe führten. Dieses Unglück kam Christan Gottlob Heyne in Göttingen zu Ohren, der sich erfolgreich für eine Freilassung einsetzte, woraufhin Fiorillo das Herzogtum Braunschweig verlassen musste und nach Göttingen übersiedelte. Dort immatrikulierte er sich  im Dezember 1781 (über 30 Jahre alt) an der noch jungen Georg-August-Universität als Student der Mathesis zur allgemeinen Weiterbildung, gab Zeichenunterricht, richtete eine private Akademie zum Aktzeichnen ein und trat bald mit kleineren kunstgeschichtlichen Veröffentlichungen hervor, die – unter Förderung Heynes – dazu führten, dass ihm 1784 die Stelle eines Universitäts-Zeichenmeisters und Aufsehers über die Kupferstichsammlung bey der Bibliothek übertragen wurde. 1796 kam zudem die Aufsicht über die universitäre Gemäldesammlung hinzu, für die er umfangreiche Kataloge erstellte.
1788 beschrieb Johann Stephan Pütter in seiner Gelehrten-Geschichte Fiorillos Aufgaben so: „Seine hiesige academische Beschäftigungen bestehen im Privatunterrichte in der Mahlerey, im Zeichnen und in der Kunstgeschichte. Auch hat er eine Academie nach dem Nackten zu zeichnen errichtet.“
1799 erfolgte die Ernennung zum außerordentlichen Professor der Philosophie und spät 1813 (mit 65 Jahren) zum ordentlichen Professor. In der Gelehrtengeschichte der Universität Göttingen firmierte Fiorillo ab 1820 als Professor der Kunstgeschichte. So etablierte Fiorillo erstmals die universitäre Kunstgeschichte unabhängig von der Klassischen Archäologie und gilt damit als Begründer der Kunstgeschichte als eigenständiges Hochschulfach in Deutschland. Nach Fiorillos Tod übernahm Carl Oesterley sen. (1805–1891) die kunsthistorischen Vorlesungen.
Fiorillos wissenschaftliche Hauptwerke sind eine fünfbändige Geschichte der zeichnenden Künste von ihrer Wiederauflebung bis in die neuesten Zeiten (1798–1808) und eine vierbändige Geschichte der zeichnenden Künste in Deutschland und den Niederlanden (1815–1820).
Fiorillo war befreundet mit Christian Gottlob Heyne und Gottfried August Bürger und stand in Verbindung mit allen wichtigen Protagonisten dieser Epoche an der Göttinger Universität. Als Lehrer von Karl Friedrich von Rumohr sowie der Romantiker August Wilhelm Schlegel und Ludwig Tieck hatte er prägenden Einfluss. Sein Schüler der Jahre 1793/94 Wilhelm Heinrich Wackenroder schuf seinem Lehrer Fiorillo in den „Herzensergießungen eines kunstliebenden Klosterbruders“ (1796) ein literarisches Denkmal.
Eigenständig künstlerisch war Fiorillo in Göttingen nur sporadisch tätig. Die seit 1797 erscheinende Vergil-Ausgabe seines Freundes und Gönners Heyne illustriert er mit 204 Kupferstichen, 1802 fertigt er Vorlagen zu 28 Vignetten für die Ilias-Publikation Heynes.

## Würdigung
„Fiorillo etabliert die Kunstgeschichte als eigenes Universitätsfach und ist über zwei Jahrzehnte schriftstellerisch tätig. (...) Fiorillo ist neben dem Astronomen und Kartografen Tobias Mayer (1723–1762) der einzige Dozent der Universität Göttingen, der ohne ein Hochschulstudium absolviert zu haben, eine Professur erhält. Als Maler ist er eher mittelmäßig.“ (Thomas Appel, 2022)

## Familie und Privates
Johann Dominik Fiorillos Eltern waren der Musiker und Komponist Ignazio Fiorillo und dessen Frau Petronilla Cosimi; sein jüngerer Bruder war der Violinvirtuose und Komponist Federigo Fiorillo.
Er war zweimal verheiratet, zunächst ab 1782 mit Margaretha Sophie Piepenbring (1754–1818), dann in zweiter Ehe ab Ende 1818 mit seiner Dienstmagd Margarethe Elisabeth Struck (1786–1858). Er hatte vier Kinder aus der ersten Ehe. Ein Sohn war Wilhelm Johann Raphael Fiorillo (1776–1816), der in Göttingen als Universitäts-Bibliothekssekretär und Privatdozent wirkte.
Fiorillo kämpfte zeitlebens mit finanziellen Problemen; so sammelten sich zwischen 1804 und 1808 fast 500 Reichstaler Mietschulden an. 1816 kaufte er in der Göttinger Innenstadt das Haus Obere Maschstraße 7, konnte jedoch nie den vollen Kaufpreis von 2200 Reichstalern bezahlen.

## Mitgliedschaften und Ehrungen
- 1769 Mitglied der Accademie Clementina in Bologna[3]
- 1800: Mitglied in der Akademie der bildenden Künste Wien[9]
- 1807: Ritter des päpstlichen Christusordens[9][21]
- 1815: Mitglied der Akademie München[9]
- 1820: Ehrenmitglied der Akademie der bildenden Künste Kassel[9]

- 1821: Goldene Ehrenmedaille des niederländischen Königs Wilhelm I. für die „Die Geschichte der zeichnenden Künste“[16][22]
- Mitglied der Göttinger Freimaurerloge Augusta zu den drei Flammen[23]

- 1958: Benennung des Fiorillo-Wegs im Göttinger Ostviertel[24]
- 2017: Anbringung einer Göttinger Gedenktafel an Fiorillos ehemaligem Wohnhaus Maschstraße 7 in der Göttingen Innenstadt[16][25][26]

## Schriften (Auswahl)
(chronologisch)
- La satira della pittura di Salvatore Rosa; Göttingen, 1785
- Geschichte der zeichnenden Künste von ihrer Wiederauflebung bis in die neuesten Zeiten; 5 Bände, Göttingen 1798–1808. (Digitalisate auf digi.ub.uni-heidelberg.de, abgerufen am 15. Juni 2023)
- Beschreibung der Gemählde-Sammlung der Universität zu Göttingen; Kleine selbständige Schriften / Fiorillo, Johann Dominik, Göttingen 1805, Reprint 1998.
- Kleine Schriften artistischen Inhalts. Heinrich Dieterich, Göttingen 1806. (Digitalisat auf books.google.de, abgerufen am 15. Juni 2023)
- Geschichte der zeichnenden Künste in Deutschland und den vereinigten Niederlanden; 4 Bände, 1815–1820.

Werkausgabe:
- Johann Dominik Fiorillo: Sämtliche Schriften. Hrsg. von Achim Hölter. 15 Bände. Olms, Hildesheim/Zürich/New York 1997. (Erschienen: Bände 1–12. Vorwort in Bd. 1, S. 1–23.)

## Archivalien
- Personalakte zum Sammlungsaufseher im Universitätsarchiv Göttingen: Bestallung des Johann Dominicus Fiorillo zum Aufseher über die Kupferstichsammlung der Bibliothek. Laufzeit  28.12.1784–04.09.1797[27]
- Personalakte zur Professur im Universitätsarchiv Göttingen: Fiorillo, Prof. Dr. Johann Dominicus (Professor der Geisteswissenschaften). Laufzeit: 24.08.1799–10.01.1825[28]